# Episodi di Samurai Rabbit - Le avventure di Usagi (prima stagione)
La prima stagione della serie animata Samurai Rabbit - Le avventure di Usagi, composta da 10 episodi, è stata interamente pubblicata sul servizio di streaming on demand Netflix il 28 aprile 2022.
| nº | Titolo originale     | Titolo italiano             | Pubblicazione  |
| -- | -------------------- | --------------------------- | -------------- |
| 1  | The Big City         | La grande città             | 28 aprile 2022 |
| 2  | Yokai                | Yokai                       | 28 aprile 2022 |
| 3  | Possessions          | Invasione                   | 28 aprile 2022 |
| 4  | Run Rabbit Run       | Corri coniglio, corri       | 28 aprile 2022 |
| 5  | Common Sensei        | Buonsenso da sensei         | 28 aprile 2022 |
| 6  | Nobody Likes A Ninja | A nessuno piacciono i ninja | 28 aprile 2022 |
| 7  | Belly of the Beast   | Nella tana del nemico       | 28 aprile 2022 |
| 8  | Go                   | Il ritorno                  | 28 aprile 2022 |
| 9  | Kagehito Unleashed   | La furia di Kagehito        | 28 aprile 2022 |
| 10 | Soul Oath            | Il giuramento               | 28 aprile 2022 |